# Objetiva normal
Em fotografia e cinematografia uma objetiva normal (ou lente normal) é uma lente que reproduz a perspectiva que geralmente parece "natural" ao observador humano em condições normais de visão, em comparação com lentes com maior ou menor distância focal que produzem um campo de visão expandido ou contraído. Lentes de distância focal menor são chamadas de lentes grande-angular, enquanto que lentes de distância focal maior geralmente são referidas como teleobjetivas.
Uma lente com uma distância focal aproximadamente igual ao tamanho da diagonal do filme ou do formato do sensor é conhecida como uma objetiva normal. Seu ângulo de visão é semelhante ao ângulo subentendido por uma visão grande o suficiente vista a uma distância de visualização normal igual a impressão diagonal. Este ângulo de visão é de aproximadamente 53 ° na diagonal.

## Distâncias focais normais típicas para diferentes formatos

### Filme fotográfico

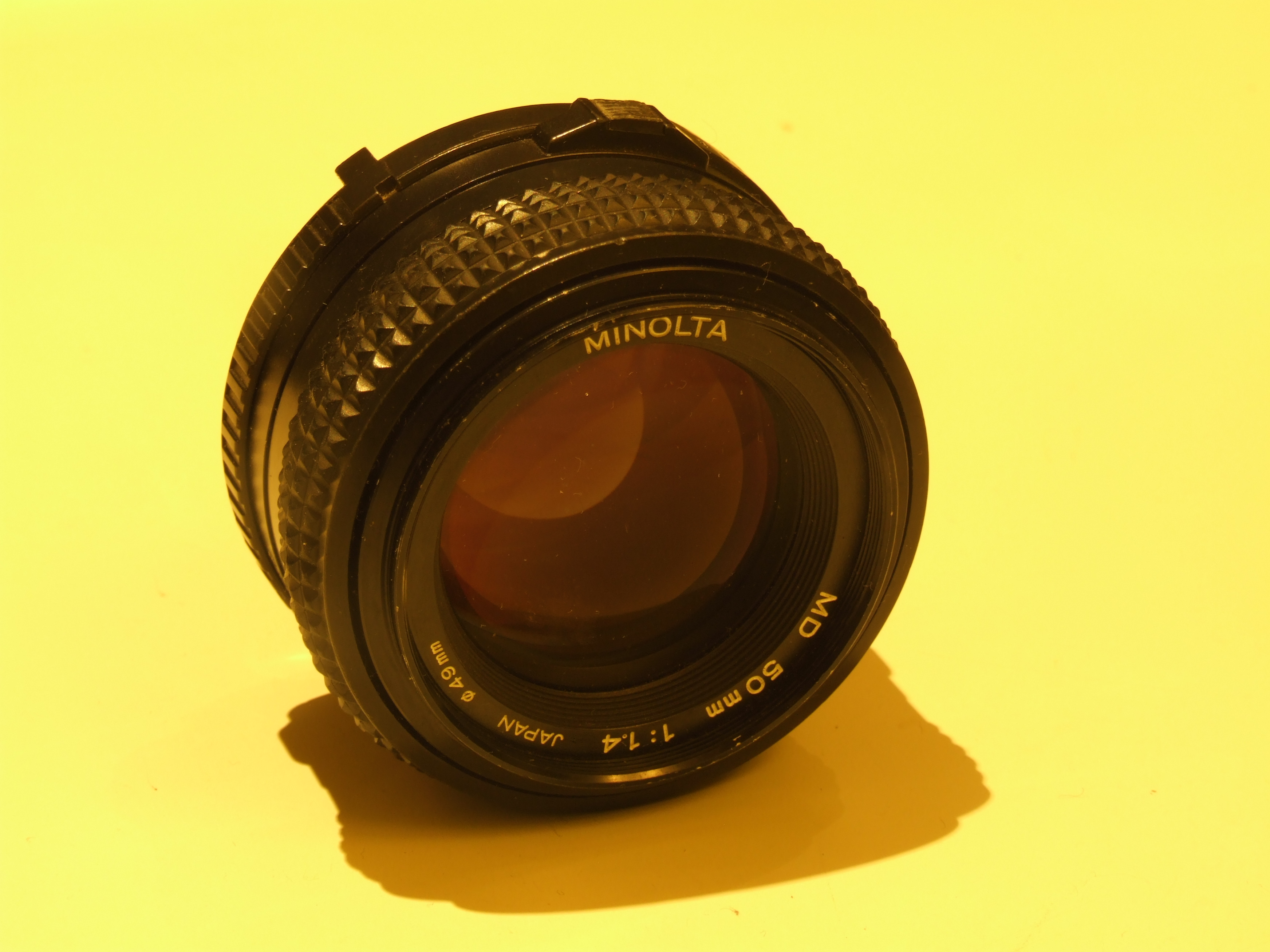
Uma objetiva normal MD 50mm fabricada pela Minolta.

Objetivas normais padrões para vários formatos de filme para fotografia são:
| Formato do filme                    | Dimensões da imagem           | Diagonal da imagem | Distância focal da objetiva normal |
| ----------------------------------- | ----------------------------- | ------------------ | ---------------------------------- |
| 9.5 mm Minox                        | 8 × 11 mm                     | 13.6 mm            | 15 mm                              |
| Meio-quadro                         | 24 × 18 mm                    | 30 mm              | 30 mm                              |
| APS C                               | 16.7 × 25.1 mm                | 30.1 mm            | 28 mm, 35 mm                       |
| 135, 35mm                           | 24 × 36 mm                    | 43.3 mm            | 45 mm, 50 mm                       |
| 120/220, 6 × 4.5 (645)              | 56 × 42 mm                    | 71.8 mm            | 75 mm                              |
| 120/220, 6 × 6                      | 56 × 56 mm                    | 79.2 mm            | 80 mm                              |
| 120/220, 6 × 7                      | 56 × 68 mm                    | 88.1 mm            | 90 mm                              |
| 120/220, 6 × 9                      | 56 × 84 mm                    | 101.0 mm           | 105 mm                             |
| 120/220, 6 × 12                     | 56 × 112 mm                   | 125.0 mm           | 120 mm                             |
| formato longo 4 × 5 folha de filme  | 96 × 120 mm (image area)      | 153.7 mm           | 150 mm                             |
| formato longo 5 × 7 folha de filme  | 120 × 170 mm (área de imagem) | 208.0 mm           | 210 mm                             |
| formato longo 8 × 10 folha de filme | 194 × 245 mm (área de imagem) | 312.5 mm           | 300 mm                             |